# Жарри, Альфред
Альфре́д Жарри́ (фр. Alfred Jarry; 8 сентября 1873 года, Лаваль — 1 ноября 1907 года, Париж) — французский поэт, прозаик, драматург, ключевой предшественник абсурдизма, изобретатель термина патафизика.

## Жизнь и творчество
Родился в Бретани в семье торговца. В 1879 году родители разошлись, дети остались с матерью. Учился в Ренне, затем в лицее Генриха IV в Париже (среди его преподавателей был Анри Бергсон, а среди одноклассников — будущий поэт Леон-Поль Фарг и будущий филолог Альбер Тибоде). Провалился на экзаменах в Эколь Нормаль, затем в Сорбонну, так никогда и не получил высшего образования.

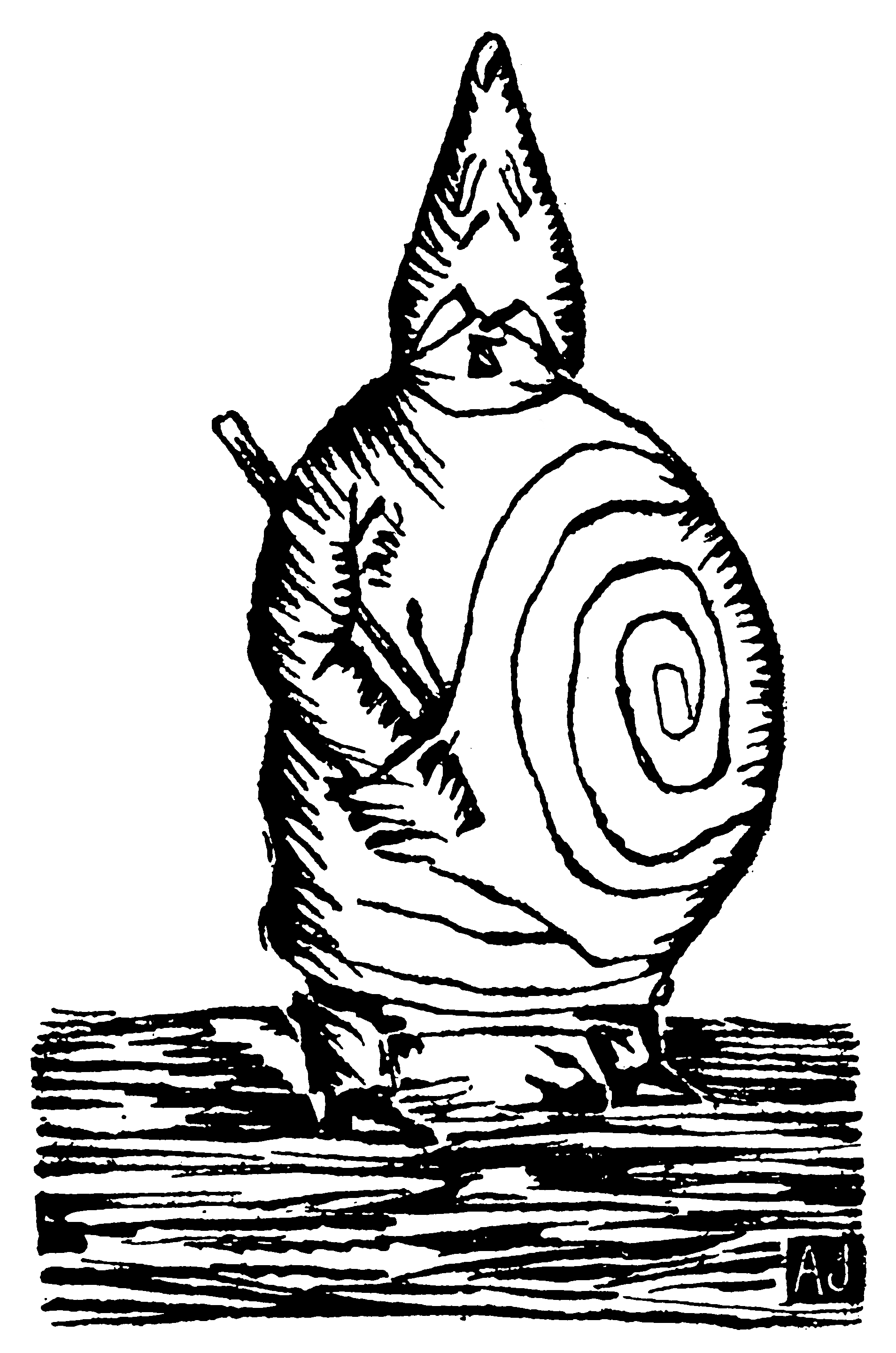
А.Жарри. Подлинный портрет г-на Убю, 1896

Вошел в круг столичного издательства «Меркюр де Франс», познакомился с Марселем Швобом, Реми де Гурмоном, постоянно бывал в доме влиятельной писательницы Рашильд. Здесь в 1894 году и была впервые прочитана гротескная кукольная драма «Король Убю». В 1896 году её поставил известный режиссёр Орельен Люнье-По, на представлении разразился общественный скандал (его сравнивают с историческим скандалом на премьере драмы Виктора Гюго «Эрнани»). Жарри переводил стихи Кольриджа и Стивенсона, переделал комедию К. Д. Граббе «Шутка, сатира, ирония». Пытался издавать журнал, увлекался велосипедным спортом.
Исчерпал наследство, бедствовал, некоторое время жил у таможенника Руссо. Его роман «Деяния и суждения доктора Фаустролля, патафизика» был отвергнут издательством «Меркюр де Франс» и другими издателями. Жарри, всегда отличавшийся резкостью в поведении, перессорился со всеми, голодал, болел, пьянствовал, употреблял наркотики (эфир). Был парализован, умер в больнице.

## Признание
Творчество Жарри заново открыли Аполлинер и сюрреалисты. В 1926 году Антонен Арто вместе с Роже Витраком и Робером Ароном создал «Театр Альфреда Жарри». Жарри стал культовой фигурой литературного и театрального авангарда Европы, США и Латинской Америки, в частности — своего рода символическим покровителем группы УЛИПО. В Лавале ему установлен памятник работы Осипа Цадкина. По фарсам о Короле Убю написан балет Б. А. Циммермана (1966). В 1948 году организован шутовской Коллеж патафизики, в 1979-м — Общество друзей Альфреда Жарри. В 2007 году были организованы мероприятия по случаю 100-летней годовщины смерти писателя.

## Основные произведения

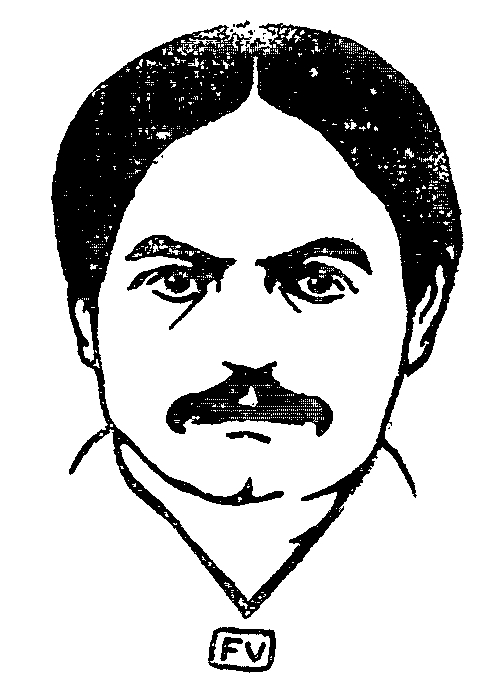
Портрет работы Феликса Валлотона, 1901

- Minutes de sable mémorial (1894, стихи)
- Ubu Roi (1894, пост. 1896)
- Les Jours et les Nuits (1897, роман)
- Ubu enchaîné (1900)
- Le Surmâle (1902, роман)
- Ubu sur la Butte (1906)
- Gestes et opinions du docteur Faustroll, pataphysicien (опубл. 1911)

## Публикации на русском языке
- [Стихотворения. Драма. Проза] // Бретон А. Антология чёрного юмора. М.: Carte Blanche, 1999. С. 289—307.
- [Стихи] // Семь веков французской поэзии в русских переводах. СПб.: Евразия, 1999. С. 519.
- [Стихи] // Вадим Козовой. Французская поэзия: Антология. М.: Дом интеллектуальной книги, 2001. С. 153—155.
- Убю король и другие произведения. М.: Б. С. Г.-Пресс, 2002.
- Любовь преходящая. Любовь абсолютная. М.: Астрель, 2010. 224 с. ISBN 978-5-17-064471-1, ISBN 978-5-271-26441-2

## Экранизации
- 1997 — Папаша Убю / Père Ubu (реж. Хайнрих Забль / Heinrich Sabl)